# Сестра (гора, Лазовский район)
Сестра — горная вершина на границе Лазовского и Чугуевского районов Приморского края на территории национального парка «Зов тигра». Расположена на хребте, имеющем народное название «Зубы Дракона». Высочайшая вершина района.
Имеет вершину-спутник — гору Камень Брат (1402,0 м). В 8 км к юго-западу находится ещё одна гора Сестра (839,4 м).